# Gare de Vers-en-Montagne
Ne doit pas être confondu avec Gare de Vers.
La gare de Vers-en-Montagne est une gare ferroviaire française (fermée) de la ligne d'Andelot-en-Montagne à La Cluse (dite aussi ligne des Hirondelles), située sur le territoire de la commune de Vers-en-Montagne, route de la Gare à proximité du centre du village, dans le département du Jura, en région Franche-Comté.
Elle est mise en service en 1867 par la Compagnie des chemins de fer de Paris à Lyon et à la Méditerranée (PLM), et fermée dans les années 1980 par la Société nationale des chemins de fer français (SNCF).

## Situation ferroviaire
Établie à 610 mètres d'altitude, la gare de Vers-en-Montagne est située au point kilométrique (PK) 5,580 de la ligne d'Andelot-en-Montagne à La Cluse, entre les gares ouvertes d'Andelot et de Champagnole. Vers Champagnole, s'intercale la gare fermée d'Ardon - Montrond (Jura).

## Histoire

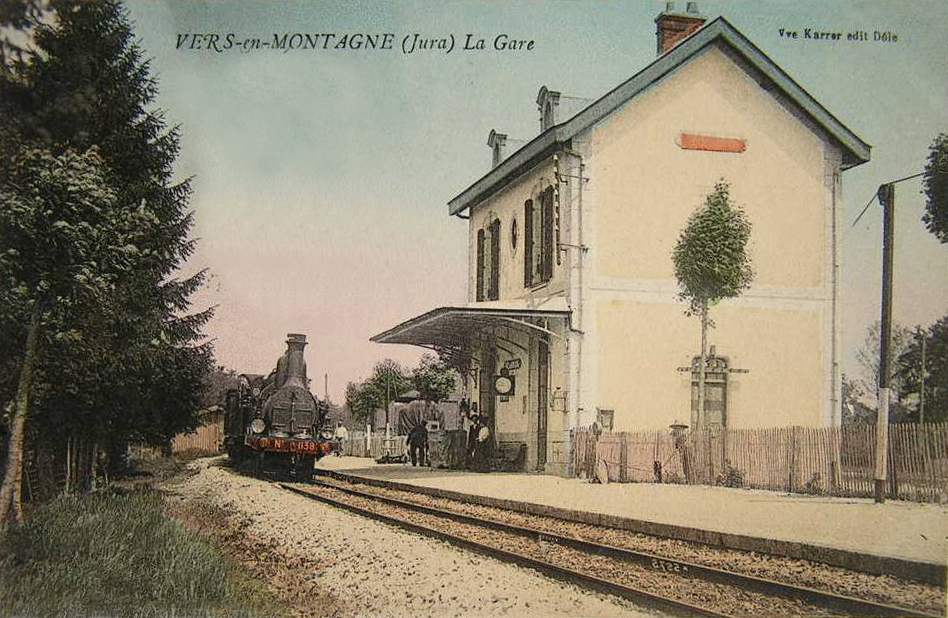
La gare vers 1900.

La gare de Vers-en-Montagne est mise en service le 15 juillet 1867 par la Compagnie des chemins de fer de Paris à Lyon et à la Méditerranée (PLM), lorsqu'elle ouvre à l'exploitation le court embranchement entre Andelot et Champagnole, dont elle est la seule gare intermédiaire. Elle est établie sur la rive droite de l'Angillon.
C'est une gare de 5e catégorie qui dispose d'édifices construits, entre juin 1865 et l'ouverture, d'après des modèles type de la compagnie. Un bâtiment voyageurs, à deux ouvertures et un étage, des latrines, et d'une halle à marchandises de 15 m de long sur 12 m de large. Elle est équipée d'un quai principal de 100 m de long sur 4 m de large et d'un deuxième en lien avec la halle.
En 1911 Vers-en-Montagne est citée par la compagnie comme station située entre les gares d'Andelot et Champagnole sur la ligne d'Andelot (Jura) à Morez. En 1913 le PLM obtient l'autorisation pour une grue roulante de 10 tonnes pour qu'elle puisse expédier de « grands bois » et en 1922 on l'équipe d'un pont-bascule de 32 tonnes.
Devenue une gare de la Société nationale des chemins de fer français (SNCF) elle bénéficiera encore de modification, notamment d'un agrandissement du bâtiment voyageurs, avec l'ajout d'un édicule en rez-de-chaussée, et l'ajout d'un hangar métallique près de la halle.
La gare est fermée dans les années 1980, puis ses bâtiments sont désaffectés et vendus.

## Patrimoine ferroviaire
Le bâtiment est inscrit à l'Inventaire général du patrimoine culturel le 2 décembre 2008.